# Wisła Płock
Der ZKS Wisła Płock ist ein Sportunternehmen aus der Stadt Płock an der Weichsel in Polen.

## Geschichte
1947 als Wisła Płock gegründet, wurde der Klub im Jahr 1992 in Petrochemia Płock, 1999 in Petro Płock und im Jahr 2000 in Orlen umbenannt, bis man der Mannschaft im Jahr 2002 wieder ihren ursprünglichen Namen gab.
Wisła Płock gehört zu den erfolgreichsten Teams der jüngeren polnischen Handballgeschichte.

## Fußballabteilung
Den größten Meisterschaftserfolg erreichte Wisła in der Saison 2004/05 mit dem 4. Platz. Den größten Erfolg erreichte die Mannschaft mit dem Gewinn des polnischen Fußballpokals 2006 gegen Zagłębie Lubin. International scheiterte Wisła Płock 2003/04 in der Qualifikation zum UEFA-Pokal an FK Ventspils. Am letzten Spieltag der Ekstraklasa 2006/07 musste Wisła Płock ins polnische Unterhaus absteigen. In der Saison 2009/10 folgte der Abstieg in die drittklassige 2. Liga Gruppe Ost, jedoch gelang sofort wieder der Aufstieg. In der Saison 2015/16 schaffte der Verein wieder den Aufstieg in die Ekstraklasa und konnte zudem in der darauffolgenden Saison den Klassenerhalt realisieren.
Die traditionellen Vereinsfarben sind Blau und Weiß.

### Erfolge
- 4. Platz in der Ekstraklasa 2004/05
- Polnischer Fußballpokal 2005/06
- Pokalfinalist 2002/03
- Polnischer Fußball-Supercup 2006
- Viertelfinale im Ligapokal 1999/2000
- Juniorenmeister in der U-17 2008

### Namensänderungen
- 1947 – KS Elektrycznosc Płock
- 1950 – ZS Ogniwo Płock
- 1955 – ZS Sparta Płock
- 1955 – Płocki KS Wisła
- 1963 – ZKS Wisła Płock
- 1992 – ZKS Petrochemia Płock
- 1999 – KS Petro Płock
- 2000 – KS Orlen Płock
- 2002 – ZKS Wisła Płock

### Kader 2023/24
Stand: 29. Juni 2024
| Nr. |          | Position | Name                 |
| --- | -------- | -------- | -------------------- |
| 1   | Polen    | TW       | Krzystof Kamiński    |
| 2   | Polen    | AB       | Marcin Biernat       |
| 4   | Polen    | AB       | Adam Chrzanowski     |
| 6   | Polen    | MF       | Mieszko Lorenc       |
| 7   | Polen    | MF       | Radosław Cielemęnski |
| 8   | Slowakei | MF       | Jakub Grič           |
| 9   | Polen    | MF       | Dawid Kocyła         |
| 10  | Polen    | MF       | Krzystof Janus       |
| 11  | Serbien  | MF       | Milan Spremo         |
| 14  | Polen    | MF       | Mateusz Szwoch       |
| 15  | Slowakei | MF       | Kristián Vallo       |
| 16  | Polen    | MF       | Fabian Hiszpański    |
| 17  | Polen    | ST       | Mateusz Lewandowski  |
| 18  | Spanien  | MF       | Jorge Jiménez        |
| 19  | Senegal  | MF       | Emile Thiakane       |
| 20  | Polen    | ST       | Łukasz Sekulski      |

| Nr. |          | Position | Name                       |
| --- | -------- | -------- | -------------------------- |
| 21  | Polen    | AB       | Igor Drapiński             |
| 22  | Polen    | MF       | Szymon Leśniewski          |
| 24  | Polen    | MF       | Dawid Niepsuj              |
| 27  | Polen    | MF       | Bartosz Zynek              |
| 32  | Polen    | MF       | Fryderyk Gerbowski         |
| 33  | Polen    | AB       | Jarosław Jach              |
| 37  | Polen    | ST       | Oskar Tomczyk              |
| 44  | Schweden | AB       | Marcus Haglind-Sangré      |
| 53  | Schweden | ST       | Jesper Jonasson Westermark |
| 70  | Polen    | MF       | Kacper Laskowski           |
| 77  | Polen    | AB       | Jakub Szymański            |
| 91  | Belarus  | MF       | Gleb Kuchko                |
| 97  | Polen    | TW       | Filip Kraska               |
| 98  | Polen    | TW       | Piotr Zieliński            |
| 99  | Polen    | TW       | Bartłomiej Gradecki        |
| —   | Polen    | TW       | Oskar Lodziński            |

### Spieler
- Radosław Sobolewski (1998–2003)
- Marek Saganowski (2000–2001)
- Wojciech Łobodziński (2000–2003)
- Marcin Wasilewski (2002–2005)
- Ireneusz Jeleń (2002–2006)
- Radosław Matusiak (2003–2004)
- Arkadiusz Klimek (2004–2005)
- Mamia Jikia (2004–2005)
- Patrik Gedeon (2006–2007)
- Tomáš Došek (2006–2007)
- Josef Obajdin (2006–2007)
- Emmanuel Ekwueme (2008–2010)

### Europapokalbilanz
Dreimal trat das Team im UEFA-Pokal an, und dreimal scheiterten sie an der Auswärtstorregel.
| Saison  | Wettbewerb | Runde                  | Gegner               | Gesamt    | Hin     | Rück    |
| ------- | ---------- | ---------------------- | -------------------- | --------- | ------- | ------- |
| 2003/04 | UEFA-Pokal | Qualifikation          | FK Ventspils         | (a)3:3(a) | 1:1 (A) | 2:2 (H) |
| 2005/06 | UEFA-Pokal | 2. Qualifikationsrunde | Grasshopper Zürich   | (a)3:3(a) | 0:1 (A) | 3:2 (H) |
| 2006/07 | UEFA-Pokal | 2. Qualifikationsrunde | Tschornomorez Odessa | (a)1:1(a) | 0:0 (A) | 1:1 (H) |

Gesamtbilanz: 6 Spiele, 1 Sieg, 4 Unentschieden, 1 Niederlage, 7:7 Tore (Tordifferenz ±0)

## Handballabteilung
Die erste Herren-Mannschaft spielt in der höchsten Liga Polens, der ORLEN Superliga. International gefürchtet war die für euphorische Stimmung bekannte „Sportshall“ von Wisła Płock, wo das Team beispielsweise in der Saison 2005/06 sogar den THW Kiel schlug. Seit 2010 spielt man in der neuerrichteten Orlen Arena. 2011/12 erreichte man in der Champions League nach einem vierten Platz in der Vorrunde das Achtelfinale, wo erneut der THW Kiel der Gegner war. 2022/23 schied man im Viertelfinale knapp gegen den späteren Titelträger SC Magdeburg aus. Im Mai 2024 wurde das Team erstmals seit 2011 wieder polnischer Meister. In den Finalspielen besiegte man den Serienmeister Industria Kielce in zwei Spielen jeweils im Siebenmeterwerfen.

### Erfolge
- 9× Polnischer Meister: 1995, 2002, 2004, 2005, 2006, 2008, 2011, 2024, 2025
- 13× Polnischer Pokal: 1992, 1995, 1996, 1997, 1998, 1999, 2001, 2005, 2007, 2008, 2022, 2023, 2024
- EHF European League: 3. Platz 2022

### Bekannte ehemalige Spieler
siehe auch Wikipedia-Artikel zu Wisła-Spielern
- Zbigniew Kwiatkowski
- Rafał Kuptel
- Mariusz Jurasik
- Marcin Lijewski
- Sławomir Szmal
- Damian Wleklak